# Атамановское сельское поселение (Челябинская область)
Атамановское се́льское поселе́ние — муниципальное образование в Брединском районе Челябинской области Российской Федерации.  В рамках административно-территориального устройства муниципальное образование  соответствует административно-территориальной единице Атамановский сельсовет.
Административный центр — посёлок Атамановский.

## История
Статус и границы сельского поселения установлены Законом Челябинской области от 13 сентября 2004 года № 268-ЗО «О статусе и границах Брединского муниципального района и сельских поселений в его составе».

## Население
| 2002 | 2010 | 2011 | 2012 | 2013 | 2014 | 2015 |
| ---- | ---- | ---- | ---- | ---- | ---- | ---- |
| 1020 | ↘755 | →755 | ↘737 | ↘723 | ↘685 | ↘657 |
| 2016 | 2017 | 2018 | 2019 | 2020 | 2021 |      |
| ↘645 | ↘635 | ↘628 | ↘584 | ↘568 | ↘538 |      |

## Состав сельского поселения
| № | Населённый пункт | Тип населённого пункта          | Население |
| - | ---------------- | ------------------------------- | --------- |
| 1 | Атамановский     | посёлок, административный центр | ↘709      |
| 2 | Степной          | посёлок                         | ↘46       |